# Natuurpark Vrije Geer
Het Natuurpark Vrije Geer is een klein groengebied nabij het dorp Sloten met een oppervlakte van ruim 4 hectare. Het is gelegen tussen de Plesmanlaan, de wijk Nieuw Sloten en het dorp Sloten. Het is een laatste overblijfsel van het veenweidegebied dat zich vroeger uitstrekte tussen Amsterdam en Sloten.

## Stadsuitbreidingen
Na de bouw van de Westelijke Tuinsteden in de jaren vijftig bleef er van het oorspronkelijke landschap weinig over. Toen in de jaren negentig ook het Tuinbouwgebied Sloten moest wijken voor de nieuwbouwwijk Nieuw Sloten dreigde het dorp Sloten geheel ingebouwd te raken door nieuwbouwwijken. Tevens zou er een tramverbinding komen van Nieuw Sloten naar de Middelveldsche Akerpolder, waar de nieuwe wijk De Aker werd gebouwd.

## Behoud Weilandje Vrije Geer
Bewoners van het dorp Sloten, onder leiding van P. Hans Frankfurther, beijverden zich voor het behoud van het laatste groengebiedje. Het Comité Behoud Weilandje Vrije Geer. Er werd gesteggeld met het bestuur van de centrale stad, maar desalniettemin dreigde het groengebied verloren te gaan. Er was echter net een instrument geïntroduceerd; het referendum; het zou het eerste door burgers georganiseerde lokale referendum zijn. Het comité schakelde buurtcomité in andere stadsdelen in, ook zij zagen groengebieden opgeofferd worden aan verdichting van bouw. Er werden meer dan 32.000 handtekeningen (de ondergrens) verzameld om het referendum uit te schrijven. De lokale zender AT5 werd ingeschakeld met Ton van Royen, Chazia Mourali en Sacha de Boer. Tekenaar Dik Bruynesteyn maakte een raamposter en ook bekende Nederlanders als Dimitri Frenkel Frank (Ook dat nog!) en Carry Tefsen (Zeg 'ns Aa) lieten hun stem horen.
Dat referendum werd op 17 mei 1995 gehouden en tot verbazing van beide partijen werden 204.5000 stemmen uitgebracht; 184.068 waren tegen woningbouw. De centrale stad was voornamelijk verbaasd dat zoveel mensen hun stem uitbrachten voor een in hun ogen vergeten stukje land.

## Natuurpark
Acht jaar lang werkte stadsdeel Osdorp samen met betrokken bewoners aan een nieuwe bestemming van het weilandje; een natuurpark waar iedere Amsterdammer van kan genieten. Op 21 mei 2003 kreeg het officieel de nieuwe naam 'Natuurpark Vrije Geer'. Het beheer van het park wordt in samenwerking met het in 2010 tot Nieuw-West omgedoopte stadsdeel verzorgd door een groep vrijwilligers van de dorpsraad Sloten-Oud Osdorp.

## Ecologie
Het natuurpark kan een rol spelen als onderdeel van de Groene As, een ecologische verbindingszone tussen Amstelland en Spaarnwoude. Door diverse oorzaken was dat lang nog niet het geval, door steile kademuren, asfalt en huizen. In oktober 2016 kwam er uiteindelijk een verbinding tot stand met de Groene As.
In de Vrije Geer groeien onder meer de echte koekoeksbloem en de rietorchis, verder is het een broedplaats voor de ooievaar, kievit, kleine karekiet, blauwborst en veel andere vogels.
Het natuurpark is goed bereikbaar met tramlijn 2, die zijn eindpunt heeft op enkele minuten lopen aan het Oudenaardeplantsoen.

## Bruggen 2149-2152
In het park is voor de afwatering een aantal slootjes aanwezig. Om voetgangers in de gelegenheid te stellen het park te doorkruisen is daarom een vijftal kunstwerken aangelegd. Er zijn in 2003 vier genummerde vaste bruggen en een ongenummerde duiker aangelegd:
- brug 2149 is een houten voetbrug en ligt direct bij de zuidelijke ingang, dateert uit de begintijd van het park; de brug werd in 2019 vernieuwd;
- brug 2150 is een houten voetbrug en sluit vrijwel direct aan op brug 2149, dateert uit de begintijd van het park; de brug werd in 2019 vernieuwd;
- brug 2151 is een houten voetbrug en ligt in een zijpad van het hoofdvoetpad, dateert uit de begintijd van het park; de brug werd in 2019 vernieuwd;
- brug 2152 is een houten voetbrug en geeft een verbinding naar het afgesloten ooievaarsveld;
- een duikerbrug bestaat uit een betonnen buis.

### Afbeeldingen

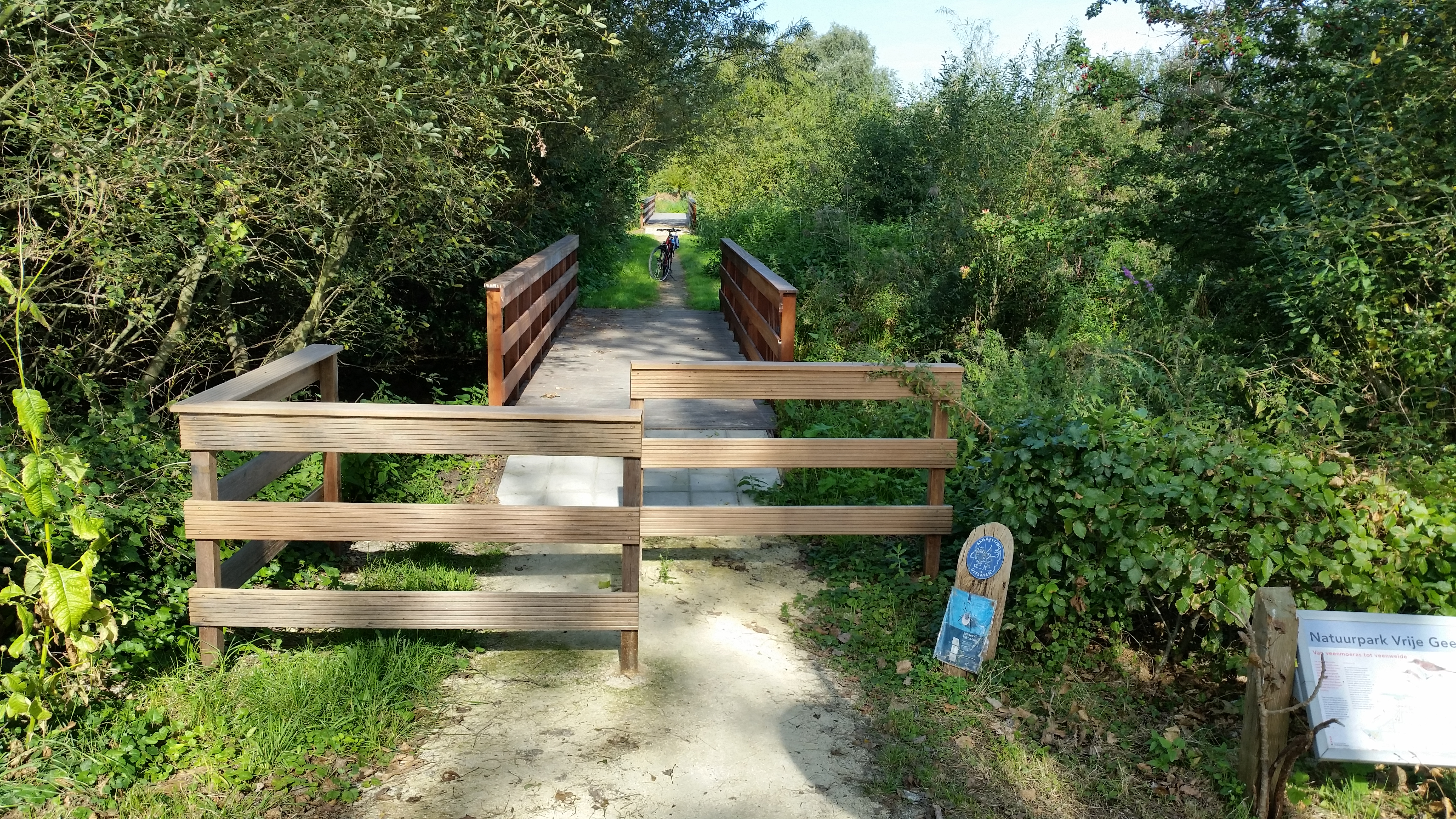
Brug 2149 (september 2019)
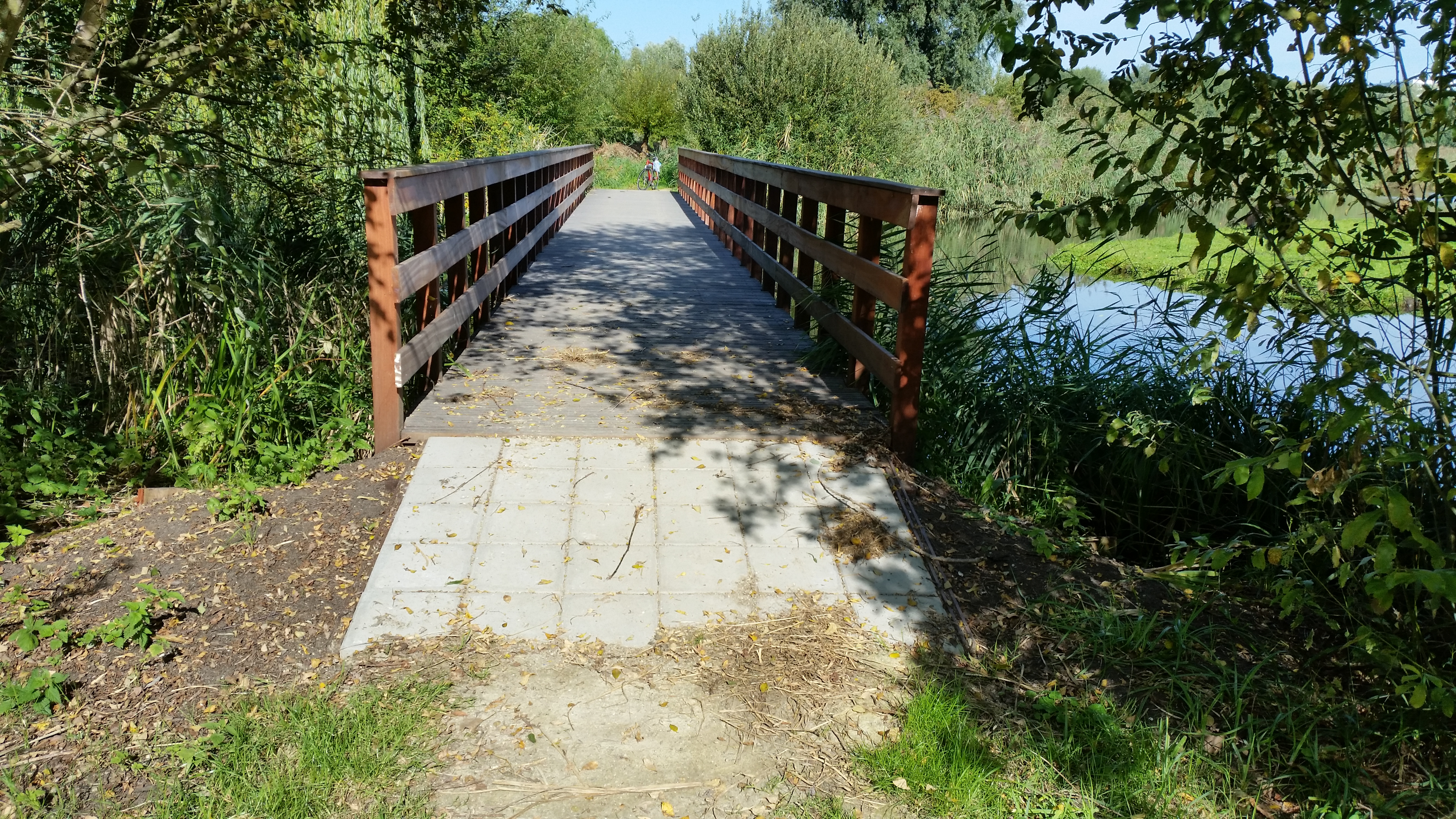
Brug 2150 (september 2019)
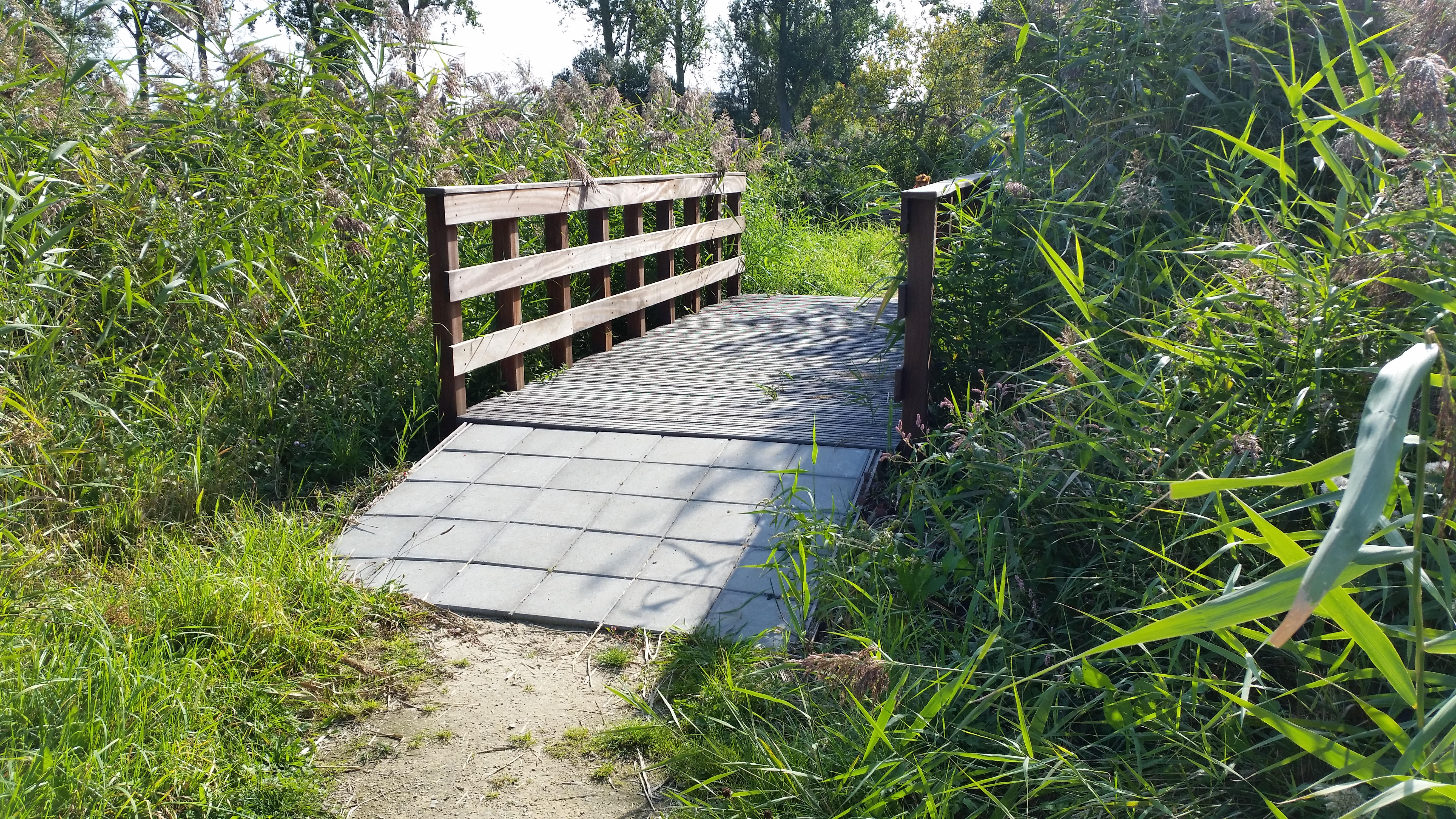
Brug 2151 (september 2019)
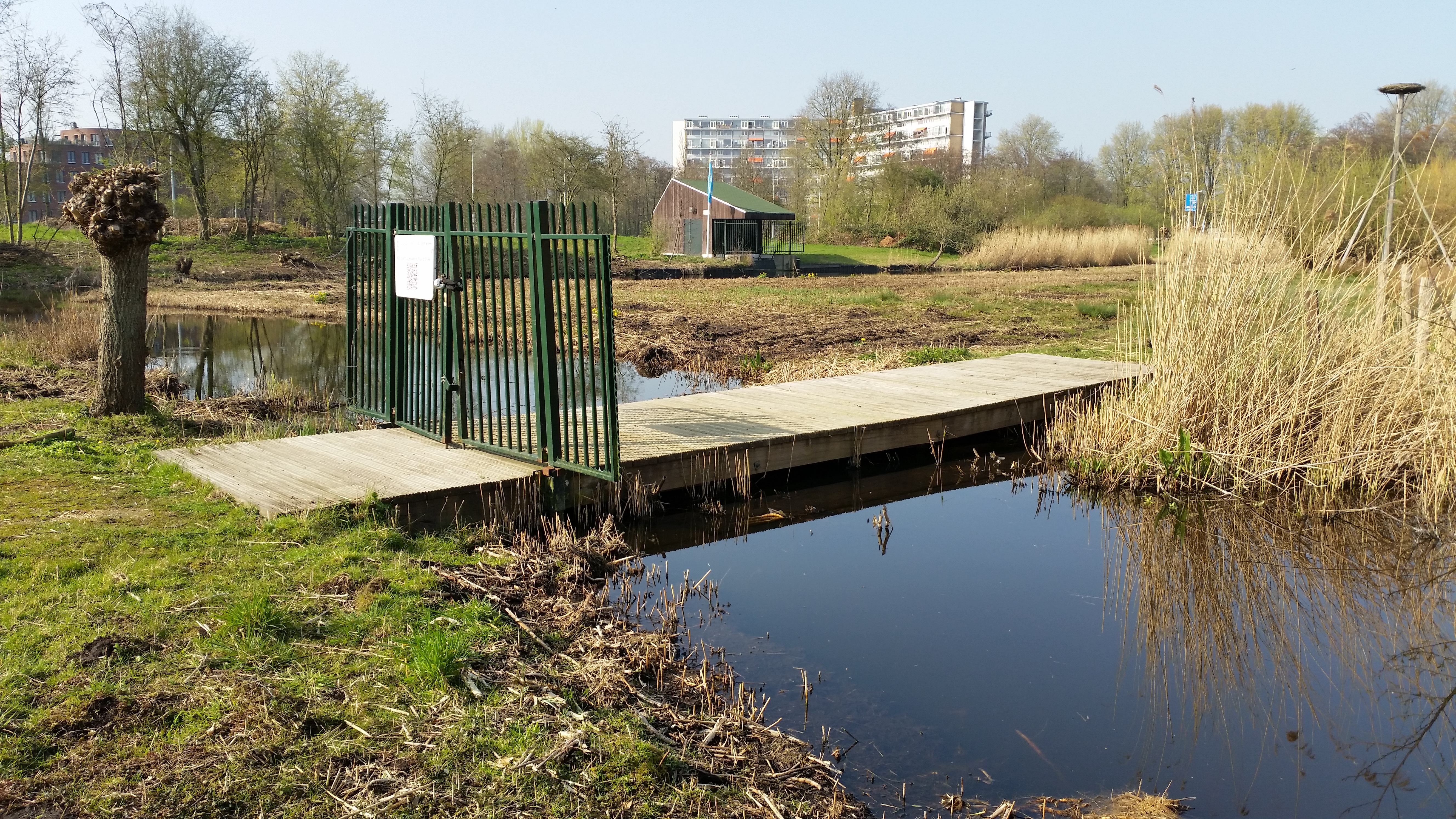
Brug 2152 met op de achtergrond het gemaal en Aeckerstein (maart 2019)
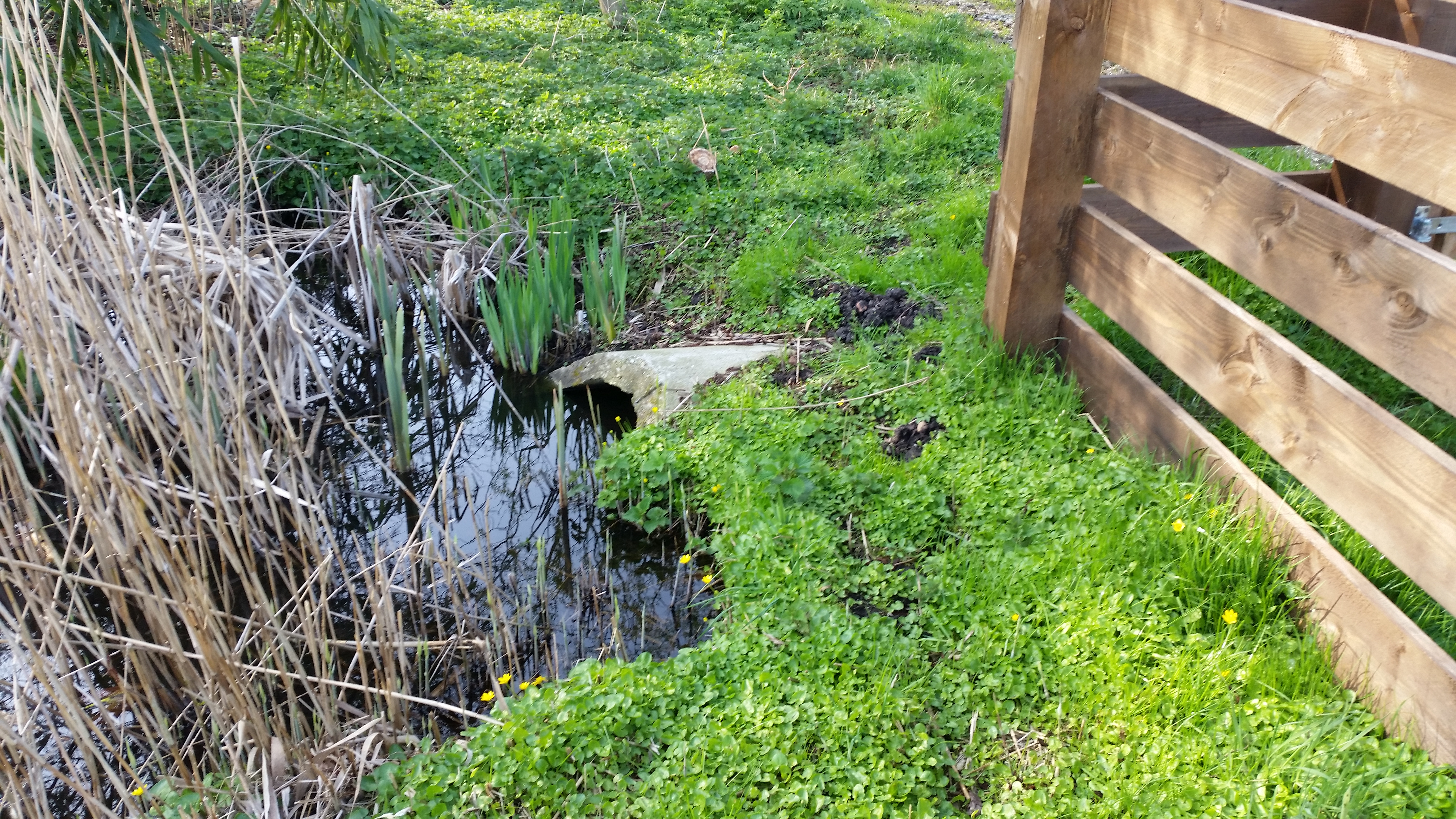
Duiker (maart 2019)